# Грузо-пассажирский поезд
Грузо-пассажирский поезд — тип железнодорожного состава, который сформирован как из грузовых, так и из пассажирских вагонов. Подобные поезда ныне, как правило, используются на отдельных малодеятельных участках железных дорог.
Интересно, что первый в мире поезд на железной дороге общего пользования, пущенный в 1825 г. в Англии и открывавший движение, был как раз грузо-пассажирским и состоял из 21 грузового и 12 пассажирских вагонов.
В англоязычной терминологии часто применяют термин mixed train (смешанный поезд), реже goods train with car attached (Австралия); в немецкоязычной — GmP (Güterzug mit Personenbeförderung) или PmG (Personenzug mit Güterbeförderung).
Очевидно, из-за того, что поскольку грузо-пассажирские поезда требуют манневровых работ по формированию состава на промежуточных станциях по маршруту следования, как правило, связанных с обработкой грузовых вагонов, то для пассажиров вызванные этим задержки будут восприниматься как неудобства, а сам процесс перевозки таким поездом окажется крайне медленным.
Очень часто в России и СССР грузо-пассажирские поезда использовались на узкоколейных линиях, и продолжают использоваться по сей день, например, на железных дорогах острова Сахалин.